# 곽여
곽여(郭輿, 1058년 ~ 1130년)은 고려의 문신, 시인이다. 자는 몽득(夢得), 본관은 청주(淸州)이다.

## 생애
문과에 급제하여 내시부(內侍部)에 속했다가 함문 지후(閤門祉侯)를 거쳐 홍주(洪州)를 다스리고, 예부원 외랑(禮部員外郞)이 되었다. 벼슬을 그만두고 금주(金州)의 초당(草堂)에 돌아가 시작(詩作)에 골몰했다. 1105년 예종이 즉위하자 세자일 때 사귄 정으로 궁중에 불리어 순복전(純福殿)에 있으면서 왕의 스승으로 담론(談論)에 응했다. 뒤에 물러날 때 왕이 성동(城東)의 약두산(若頭山)에 산재(山齋)를 짓게 하고, 허정재(虛靜齋)라는 편액(扁額)을 하사, 왕이 산책을 나오면 함께 시를 읊고 즐겼다 함. 죽은 뒤 왕이 정지상에게 <산재기(山齋記)>를 쓰게 하고, 비(碑)를 세웠다. 다음 시조 2수가 그의 작이라 하여 전해오나 믿을 수는 없다. "오장원(五丈原) 추야월에 어엿블손 제갈 무후. 갈충보국(喝忠報國)다가 장성이 떠러지니. 지금히 양표충언(兩表忠言)을 못내 슬허 하노라." "남양(南陽)에 궁경(躬耕)함은 이윤(伊尹)의 경륜(經綸)이요. 삼고초려(三顧草廬)함은 태공의 왕좌재(王佐才)라. 남대후 정대 인물(正大人物)은 무후(武侯)런가 하노라."